# Christian Schmiedbauer

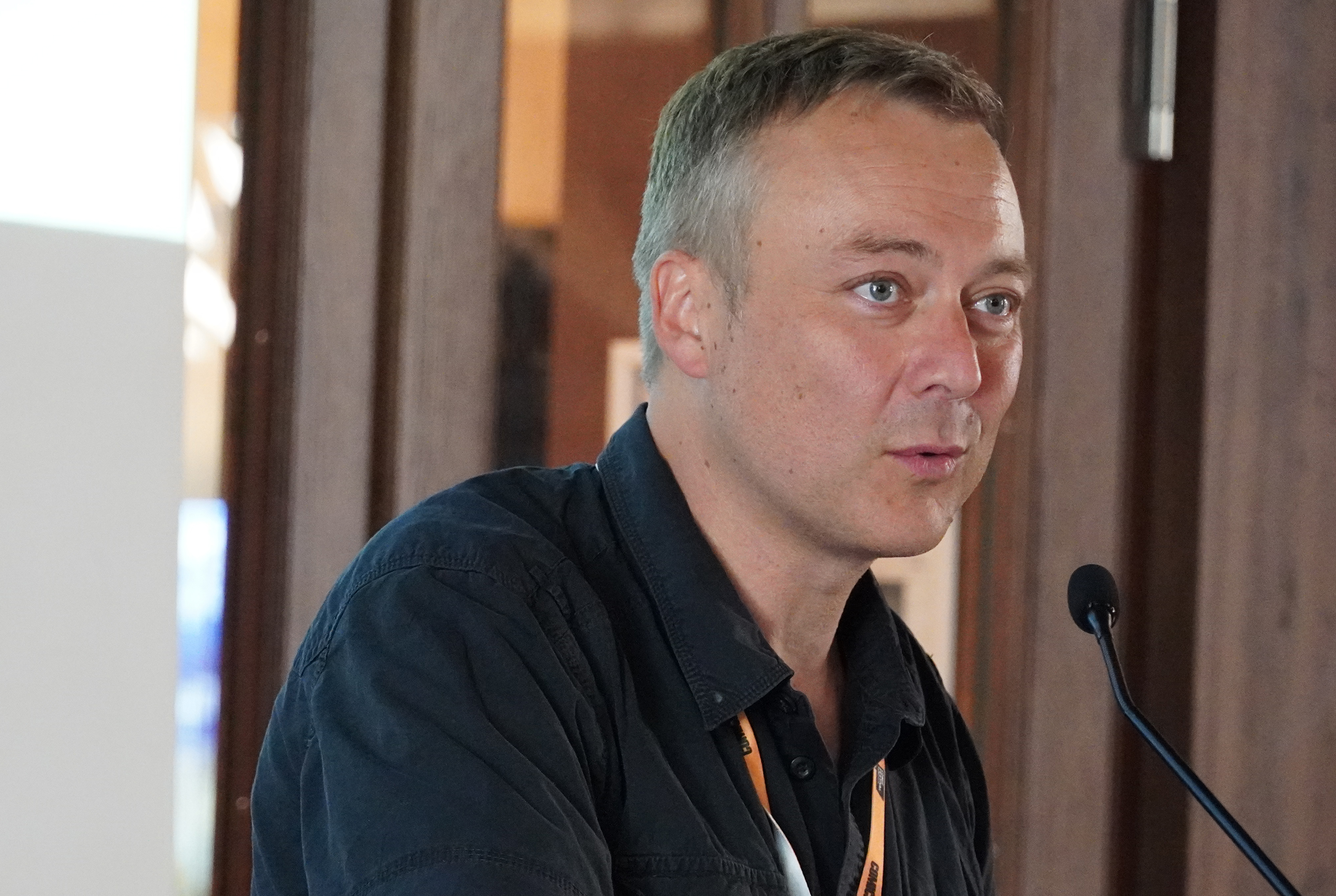
Christian Schmiedbauer auf dem Comicfestival München 2025

Christian Schmiedbauer (* 1976 in Straubing; Pseudonym Landrömer bis 2011) ist ein deutscher Comiczeichner und Grafiker. Des Weiteren ist Schmiedbauer Künstlerischer Leiter des vom Deutschen Kinderhilfswerk prämierten Kinderbeteiligungsprojektes Logi-Fox - Augsburger Kinderzeitung und Werkstattausbilder im Fachbereich Gestaltung an der Staatlichen Fachoberschule Augsburg.

## Leben
Christian Schmiedbauer wohnt und arbeitet in Augsburg, er wuchs im niederbayerischen Straßkirchen auf. Nach einem Grafik-Design-Studium an der Technischen Hochschule Augsburg und der ISIA Urbino arbeitete er als Designer in einer Werbeagentur, bevor er sich mit seinem Mondfähre Designbüro selbständig machte.

## Comics
Schmiedbauer schuf die Comicreihe Kauboi und Kaktus, die von der Freundschaft eines lakonischen Skelettes und seines liebenswerten stacheligen Kumpanen Kaktus handelt. Die beiden durchstreifen Wüsten, Wildwasser und das Wunderland und müssen dabei gefährliche Abenteuer meistern. Im Jahr 2016 lister Der SPIEGEL Kauboi und Kaktus unter dem elf besten Webcomics in Deutschland.
Mit seiner Comicversion von Peterchens Mondfahrt adaptierte Schmiedbauer einen Klassiker der Kinder- und Jugendliteratur. Die Stiftung Lesen empfiehlt den Comic in die Aufnahme von Schulbibliotheken. Der 100-seitige Comic Süßwasserpiraten erschien im Jaja Verlag. 
2024 erhielt er für seine Arbeit an der Graphic Novel Menschen am Fluss das Arbeitsstipendium des Freistaats Bayern für Schriftstellerinnen und Schriftsteller. Das 208-seitige Comicbuch erschien 2025 im Volk Verlag.

## Ausstellungen
- Dunkle Träume, Linde Straubing 1997.
- Menschen am Fluss - Über das Leben an und mit der Donau, Ulm, Regensburg, Straubing, 2001.
- Kauboi und Kaktus Show, Kreuzweise Augsburg 2006.
- Kauboi und Kaktus Show, Fumetto Luzern 2008
- Musik für die Augen - Comickünstler zeichnen Songs (Ausstellungskonzeption und Kuration), Internationaler Comic-Salon Erlangen, Erlangen 2014
- Schwabillu (Gemeinschaftsausstellung), Glaspalast, Augsburg 2020
- Totentanz, City Club Augsburg 2023
- Comic-Ausstellung Menschen am Fluss, Besucherzentrum Welterbe Regensburg 2025

## Bibliografie
- Landrömers Kauboi und Kaktus, Augsburg 2002
- Kauboi und Kaktus 1: Verreckte Hund’, Mondfähre, Augsburg 2006
- Kauboi und Kaktus 2: Schnorcheln ohne Badehose, Mondfähre, Augsburg 2008
- Kauboi und Kaktus 3: Zum Teufel!, Mondfähre, Augsburg 2009
- Peterchens Mondfahrt - Der Comic, Mondfähre, Augsburg 2011
- Kauboi und Kaktus: Süßwasserpiraten, Jaja Verlag, Berlin 2016
- Robo und Spätzle, mit Katharina Netolitzky, Sarah Stowasser und Lisa Frühbeis, Mondfähre, Augsburg 2018
- Kauboi und Kaktus 4: Hell is’ im Wunderland, Mondfähre, Augsburg 2020
- Menschen am Fluss - Tagebuch meiner Donaureise, Volk Verlag, München 2025